# Alexei Michailowitsch Gan

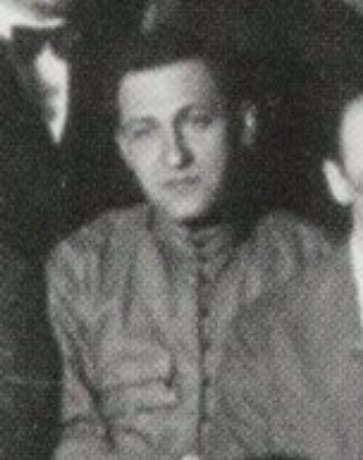
Alexei Gan auf der Ersten Konferenz der OSA (1928)

Alexei Michailowitsch Gan (russisch Алексей Михайлович Ган; wiss. Transliteration Aleksej Michajlovič Gan; * 1887 in Moskau, Russisches Kaiserreich; † 8. September 1942 an einem unbekannten Ort in der Sowjetunion) war ein russisch-sowjetischer Künstler, Kunst-, Film- und Theatertheoretiker, Grafik- und Produktdesigner und Filmemacher.
Anfangs vor allem in anarchistischen Theatergruppen aktiv, entwickelte er um 1920 die Massenaktion als „moderne und proletarische Kunstform“, bei der die Unterschiede zwischen Kunst und Leben sowie Künstler und Betrachter aufgehoben werden sollte. 1921 war er Mitbegründer der Ersten Arbeitsgruppe der Konstruktivisten und bei der Entwicklung und theoretischen Formulierung des Konstruktivismus und des daraus entstandenen Produktivismus wesentlich beteiligt. Gan schuf mit seinem Buch Konstruktiwism (deutsch Konstruktivismus) von 1922 eines der meistbeachteten Manifeste der russischen Avantgarde.
Er lehnte die „klassischen“ Künste Malerei und Bildhauerei ab und forderte die Verwendung von zeitgenössischeren künstlerischen Ausdrucksmitteln, eine zentrale Rolle nahmen hierbei die Massenaktion, die Raumkonstruktion, der Film und das Grafik- und Produktdesign ein. Nur diese könnten als zeitgemäße künstlerische Form einer sozialistischen Gesellschaft angesehen werden. Die bürgerlichen künstlerischen Medien hingegen seien einer sozialistischen Gesellschaft, in der die dialektischen Widersprüche aufgehoben seien, unangemessen, da es der Kunst als Kompensator der Widersprüche nicht mehr bedarf. Die Aufhebung des Widerspruches von Kunst und Leben müsste daher Ziel einer angemessenen künstlerischen Praxis sein. Das Endziel aller künstlerischen Bemühungen bestand für Gan in der „sozialistischen Stadt“, worunter er die umfassende Synthese von Leben und Kunst in allen Bereichen verstand.

## Leben

### Kindheit, Jugend und Zeit vor der Revolution (1887–1917)
Gan wurde vermutlich 1887 in der Umgebung von Moskau geboren. Er stammte wohl aus einer nicht sonderlich reichen, aber gebildeten Familie. Sein Familienname Gan ist die russische Form des deutschen Namens Hahn. Über seine Familie und Herkunft ist ansonsten nichts bekannt.
Über seine Tätigkeit vor der Revolution gibt es kaum Informationen. Er war möglicherweise vor und während des Ersten Weltkriegs in einer anarchistischen Untergrundbewegung mit Beziehungen zum Theater aktiv. Es gibt zudem Hinweise darauf, dass er vor dem Krieg an einer Kunstschule studierte. Aus den 1910er Jahren ist ein Selbstporträt von Gan erhalten, welches symbolistische Einflüsse zeigt. Während des Krieges war er zudem Soldat.

### Mitglied in anarchistischen Bewegungen (1917–18)
Nach der Revolution war Gan in der Gewerkschaft der Nahrungsmittelarbeiter aktiv sowie vermutlich in anarchistischen Bewegungen. Bei der Gewerkschaft der Nahrungsmittelarbeiter organisierte er im August 1917 eine kleine Theatergruppe für Arbeiter. Im Dezember organisierte Gan eine Versammlung um aus der Theatergruppe eine breitere Bewegung mit dem Namen Proletarisches Theater zu machen, was jedoch nur mäßig gelang. Bei dem Treffen waren etwa dreißig bis vierzig Menschen anwesend. Ende Februar 1918 organisierte er eine diesmal deutlich größere Konferenz zu diesem Thema. Die Moskauer Sektion von Proletkult war gerade gegründet worden, Gan entschloss sich aber seine Theatergruppe unter die Verwaltung der Moskauer Föderation anarchistischer Gruppen zu stellen, da Proletkult ihm zu zentralistisch organisiert war.

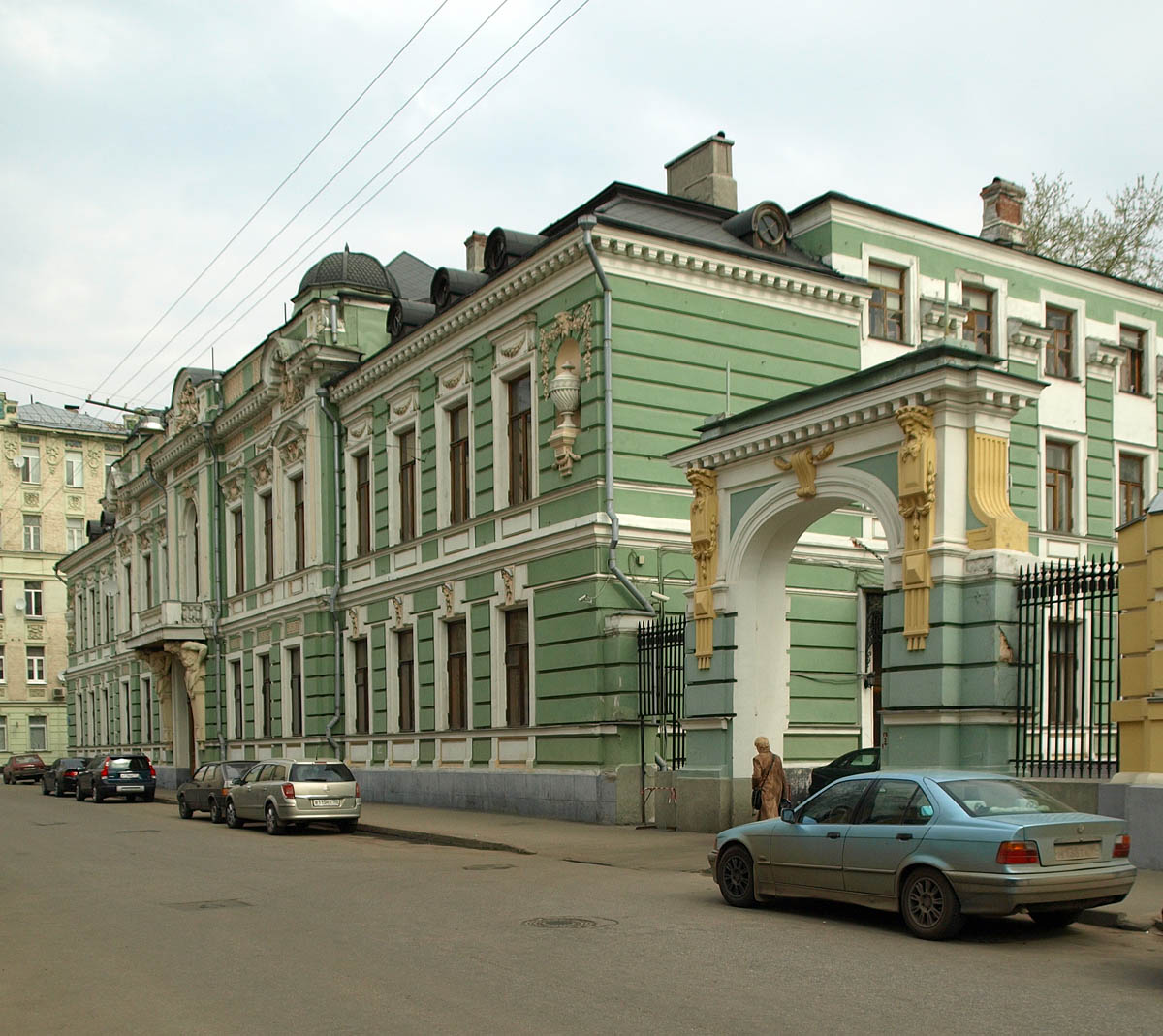
Morosow-Haus. Gan leitete die Beschlagnahmung dieses Gebäude und stellte die Kunstgegenstände der Öffentlichkeit zur Verfügung. Das Gebäude wurde daraufhin für die Treffen von Künstlern genutzt.

Im Januar 1918 arbeitete er an der Zeitschrift Revolutionäres Schaffen mit, von der jedoch nur eine Ausgabe erschien, in der er keinen eigenen Artikel veröffentlichte. Gans Artikel waren für die zweite Ausgabe vorgesehen, die jedoch nie erschien. Ab März 1918 schrieb er dann für die anarchistische Zeitung Anarchija, die von der Moskauer Föderation anarchistischer Gruppen herausgegeben wurde. Er führte dort einen kleinen Kunstteil ein, wo er über aktuelle Veranstaltungen berichtete und Artikel über seine Kunst- und insbesondere Theaterauffassung schrieb. Gan gab Vorträge in den Räumen der Föderation und war in ihr politisch aktiv. Er setzte sich für die Beschlagnahmung von privaten Palästen und ihren Kunstsammlungen ein. Diese Gebäude wurden für die Öffentlichkeit zugänglich gemacht und zu Museen und Arbeitsräumen für Künstler und politische Gruppen umgenutzt. Gan leitete die Gruppe für die Beschlagnahmung des Morosow-Hauses. In dieser Zeit kam er in Kontakt zu anderen Avantgarde-Künstlern, die nun auch in Anarchija publizierten. Dazu gehörten Kasimir Malewitsch, Alexei Morgunow, Alexander Rodtschenko, Olga Rosanowa und Wladimir Tatlin.
Von April bis September 1918 gab es durch die bolschewistische Regierung Repressionen gegen Anarchisten. Viele Mitglieder der Föderation wurden verhaftet und ab Juli 1918 erschienen keine Ausgaben von Anarchija mehr. Gans proletarische Theatergruppe verlor ihre Proberäume und das Morosow-Haus wurde von Proletkult genutzt. Gans letzte belegte Tätigkeit vor seinem Wechsel zu den staatlichen Kunstorganisationen ist die Anwesenheit bei einem Treffen der Gewerkschaft der Nahrungsmittelarbeiter am 10. August 1918.

### Arbeit für staatliche Kunst- und Theaterorganisationen (1918–20)
Gan trat 1918 in die Kommunistische Partei ein, vermutlich in der Zeit zwischen August und Dezember. Ab Dezember 1918 war er in einer lokalen Organisation der Roten Armee für kulturelle Angelegenheiten zuständig. Er war für die Koordination von kulturellen Organisationen verantwortlich. Im Rahmen dieser Aufgabe schickte er Bücher und Theatergruppen an die Front, um dort die Soldaten zu unterstützen. Gans Wechsel zu einer staatlichen Stelle war wohl im Wesentlichen den politischen Umständen geschuldet. Es war nicht mehr möglich anarchistische Gruppen zu bilden und dort zu arbeiten. Es war zudem eine Strategie vieler Anarchisten, sich in den bolschewistischen Vereinigungen einzubringen, um eine zweite, anarchistische Revolution zu befördern. Sie hielten den Bolschewismus ihrer Position so nahe wie kein anderes Regime zuvor. Ab April 1919 arbeitete er für die neugegründete Politische Abteilung (PUR) des Revolutionären Militärrats, wo er bis 1922 angestellt blieb. Bei der Organisation und Gestaltung der Maifeierlichkeiten 1919 in Moskau war Gan beteiligt und brachte seine Kritik vom Vorjahr ein. Die Feierlichkeiten wurden weniger zu einem inszenierten Spektakel und mehr zu einem öffentlichen Straßenfest. Für den 17. August 1919 plante Gan eine weitere öffentliche Veranstaltung, den Tag der sowjetischen Propaganda, der allerdings abgesagt wurde. Es sind jedoch diverse Materialien für die Veranstaltung produziert worden. Dabei handelte es sich um Grammophonplatten mit Reden sowjetischer Politiker sowie ein Heft mit Slogans, welches angeblich eine Auflage von 2,5 Millionen hatte, was jedoch bezweifelt werden kann. Das Heft beginnt mit den Worten:

„Die Zaren dachten:
Man kann die Leute nicht aufklären (sonst wäre es unmöglich sie zu kontrollieren).
(Worte von Katharina II.)
Die Sowjetmacht denkt:
Aufklärung ist notwendig, damit sich die Menschen selbst regieren können.“

Im Laufe des Jahres 1918 ging er zur Theaterabteilung (Abkürzung TEO) des Volkskommissariats für Bildung der RSFSR (Narkompros). Er arbeitete dort bei der Arbeiter-Bauern-Theater-Vereinigung innerhalb der Sektion für Arbeiter-Bauern-Theater, einer Sektion der TEO. In dieser Zeit verfolgte er die Idee der Massenaktion weiter und die Gruppe beschloss im November 1919 auf dem Arbeiter-Bauern-Theaterkongress ihn dabei zu unterstützen. Insgesamt war die Arbeiter-Bauern-Theater-Vereinigung mit ihrer Idee der Massenaktion aber eine Minderheit auf dem Kongress. Die anderen Gruppen wollten traditionelle Formen des Theaters beibehalten, jedoch für Arbeiter und Bauern öffnen und vom Staat unterstützt wissen. Hierbei kam Gan jedoch in eine paradoxe Lage. Massenaktionen sollten Veranstaltungen sein, die neben einer behutsamen Steuerung einen großen Anteil spontaner Partizipation der Massen besitzen. Es war jedoch nicht der Fall, dass Gans Auffassung die Vorstellung der Mehrheit war, die das traditionelle Theater bevorzugte.
Im Oktober 1919 wurde eine neue Sektion der TEO genehmigt, die Sektion für Massenperformances und Spektakel, welche ab Dezember eingerichtet wurde. Zum Direktor der Sektion wurde Walentin Smyschaliajew von Proletkult. Andere Mitglieder waren P. Kogan, M. Libakow, N. Lwow und Gan. Die Sektion war für die Organisation der Maifeierlichkeiten 1920 verantwortlich, die jedoch wegen finanzieller und persönlicher Probleme der Gruppe abgesagt wurden. Die theoretische Konzeption für den Mai 1920 sind jedoch wichtig für die Entwicklung der Massenaktion. Gan veranlasste, dass alle Materialien veröffentlicht wurden.
Ende Februar 1920 starb seine erste Frau Olga, mit der er ein Kind, Katja, hatte. Sie wurde vom Kindesalter an von Verwandten seiner Frau in der Ukraine aufgezogen.
Während des Jahres 1920 schrieb er das Drama Wir, welches auf dem gleichnamigen Roman von Jewgeni Samjatin basierte. Der Roman, der sowohl Aldous Huxley zu Brave New World, als auch George Orwell zu 1984 inspirierte, handelt von einer Gesellschaft im 29. Jahrhundert, in der alle Aspekte des Lebens – Arbeit, Freizeit und sogar Sex – durch einen Diktator geregelt werden. Die Namen der Menschen sind durch eine Kombination eines Buchstabens und dreier Ziffern ersetzt. Die zwei Protagonisten des Romans fliehen in ein entlegenes Gebiet, welches nicht dem Diktator unterstellt ist. Sie werden jedoch gefasst und einer Gehirnwäsche unterzogen. Dadurch kehren sie wieder in ihr normales konformistisches Leben zurück. Für das Stück entwarf Alexander Rodtschenko die Kostüme, es kam allerdings nie zur Aufführung. Dabei spielte vermutlich auch die Tatsache, dass Samjatins Roman in der Sowjetunion verboten war, eine Rolle. Daran dass Gan dieses Stück schrieb wird deutlich, wie sehr er noch anarchistische Gedanken während seiner Arbeit in den staatlichen Sowjetstellen vertrat.

### Erste Arbeitsgruppe der Konstruktivisten undKonstruktiwism(1920–22)
Am 5. Mai 1920 wurde Alexei Gan auf Empfehlung Alexander Rodtschenkos auf der vierten Generalversammlung des INChUK, dem Institut für künstlerische Kultur, in dieses aufgenommen. Das INChUK unterstand der Abteilung für Bildende Kunst (ISO) beim Volkskommissariat für Bildung der RSFSR (Narkompros) und war ein Diskussionsort, an dem verschiedene Maler, Grafikdesigner, Bildhauer, Architekten und Kunstwissenschaftler die Probleme und Zukunft der künstlerischen Experimente im postrevolutionären Russland zu bestimmen versuchten. Das INChUK bestand aus verschiedenen Arbeitsgruppen, in denen über künstlerische Fragen diskutiert wurde. Gan schloss sich keiner dieser eigentlichen Arbeitsgruppen an, sondern arbeitete im Institut an der Ausarbeitung eines Programms des INChUK. Zudem war er in der zweiten Jahreshälfte 1920 Direktor der Subsektion der künstlerischen Agitation beim ISO Narkompros. Im Rahmen dieser Position bearbeitete er Anfragen zu Ausstellungen, der Ausstattung von Museen mit Kunstwerken und organisierte die Öffentlichkeitsarbeit des ISO Narkompros. Er war an zwei Publikationen vom ISO für Künstler beteiligt. Während dieser Tätigkeit beim ISO arbeitete Gan vermutlich eine erste Fassung seines späteren Hauptwerks Konstruktiwism aus.
Gan behauptete 1922, die Erste Arbeitsgruppe der Konstruktivisten wäre am 13. Dezember 1920 gegründet worden. Es gibt Hinweise darauf, dass er, Rodtschenko und Warwara Stepanowa in dieser Zeit erstmals konstruktivistische Ideen formulierten, was aber nicht sicher belegt werden kann. Möglicherweise fand ein Treffen der drei am 13. Dezember 1920 tatsächlich statt, als ein von Gans Theatertreffen, welches für diesen Termin geplant war, ausfiel. Sicher fand jedoch ein Treffen am 23. Februar 1921 statt, bei dem sich Rodtschenko, Stepanowa und Gan außerhalb des INChUK trafen, um zu diskutieren, welche weiteren Personen potentielle Mitglieder einer solchen neuen Arbeitsgruppe werden könnten. Selbst wenn das Treffen am 13. März 1920 also nicht stattgefunden hat, müsste wohl vor Februar 1921 zumindest lose Absprachen zu einer Gründung einer solchen Arbeitsgruppe getroffen worden sein. Das erste offizielle Treffen der Gruppe fand am 18. März 1921 unter der Schirmherrschaft des INChUK statt. Bei diesem Treffen entschieden Rodtschenko, Stepanowa, Karl Ioganson und Georgi Stenberg darüber, ob Gan, Konstantin Medunetzki und Wladimir Stenberg in die Gruppe aufgenommen werden. Dieser etwas paradoxe Umstand lässt sich vielleicht dadurch erklären, dass Gan nicht bei den Diskussionen des INChUKs zuvor anwesend war und nur mit Rodtschenko und Stepanowa privat bekannt war. Alle drei Personen waren fortan Teil der Arbeitsgruppe.

Die Erste Arbeitsgruppe der Konstruktivisten war letztlich ein Zusammenschluss von Künstlern mit ähnlichen kunsttheoretischen Auffassungen, die die Gruppe weniger als Raum für künstlerische Kooperation, sondern zur Diskussion von Kunsttheorie, der Organisation von Ausstellungen und zur Verfechtung ihrer Ideen nutzten. Die Gruppe lehnte die Schönen Künste zugunsten von Grafikdesign, industrieller Produktion, Fotografie und Film ab. Gan formulierte das Programm der Gruppe, welches am 28. März 1921 als Vortrag mit dem Titel Über das Programm und den Arbeitsplan der Gruppe der Konstruktivisten gehalten und am 1. April 1921 angenommen wurde. Im Mai bis Juni 1921 fand die 2. Ausstellung der OBMOChU statt, bei der auch Künstler der Arbeitsgruppe Werke ausstellten. Gan trat zu dieser Zeit nur theoretisch und organisatorisch auf und stellte daher keine Werke aus.

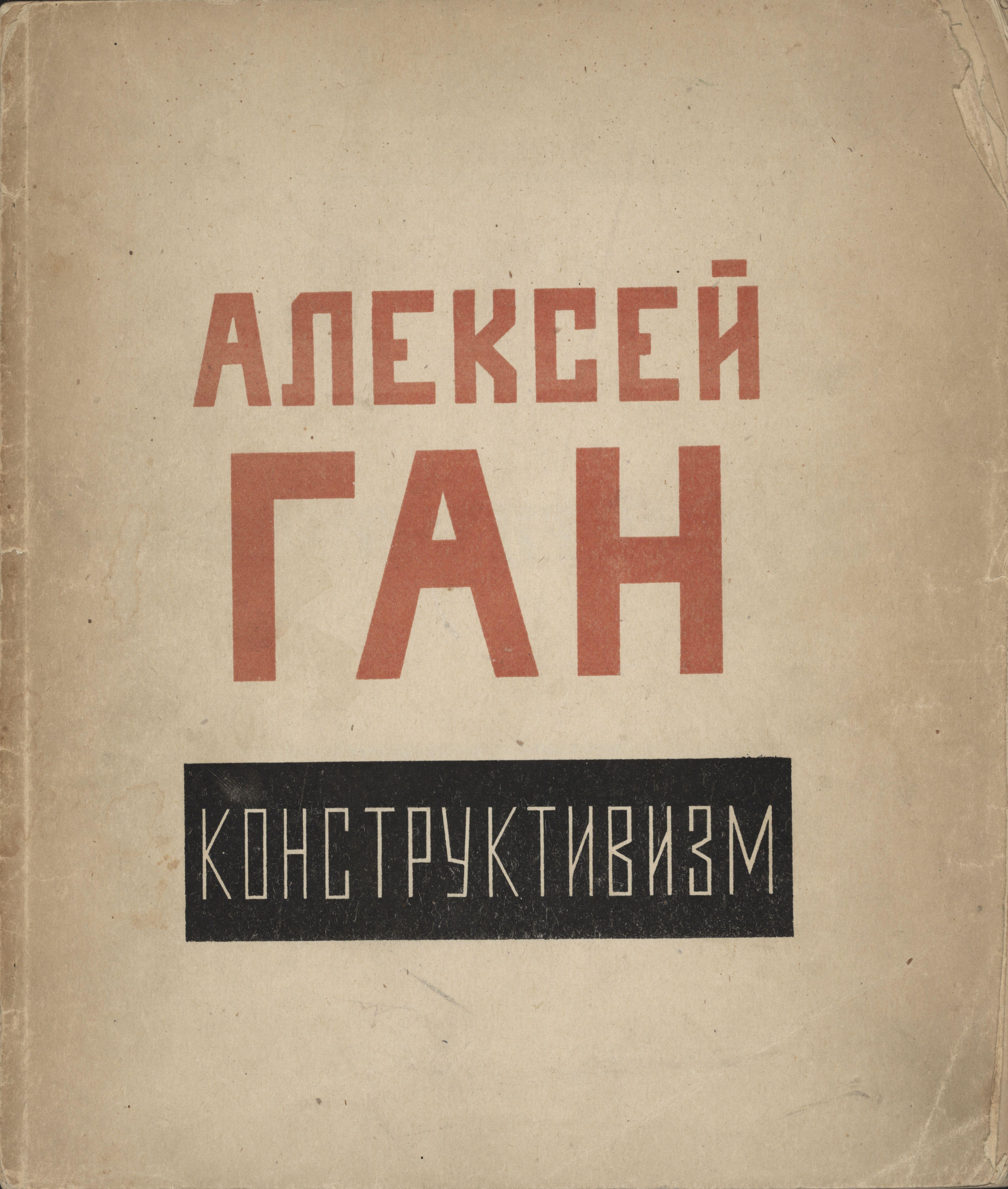
Konstruktiwism, Twer 1922.

Im Sommer 1922 veröffentlichte er sein Buch Konstruktiwism (Konstruktivismus), mit dem er seine radikale Kunsttheorie in aller Deutlichkeit publizierte. Das Buch ist mit seiner ungewöhnlichen typografischen Gestaltung, die jedoch noch nicht auf Fotosatz basiert, das erste konstruktivistische Objekt, das Gan geschaffen hat. Gan sah darin eine politische Agitationsschrift in der Tradition von Nikolai Bucharins Das ABC des Kommunismus. Bei einer Auflage von 2.000 Exemplaren ist die Wirkung außerhalb von künstlerischen Kreisen allerdings nicht mit Bucharins Werk zu vergleichen.

### Produktivismus (1922–28)
1922 übernahm er eine im Jahr vorher am INChUK gegründete Subgruppe der Arbeitsgruppe der Konstruktivisten, überwiegend Studenten von Rodtschenko. Diese am INChUK gegründeten Gruppen umfassten zehn Studenten und Lehrer (überwiegend vom WChUTEMAS), die an einem spezifischen Projekt arbeiteten, wobei im Rahmen der Arbeit an diesem keine Hierarchie von Studenten und Lehrern herrschte.
Im August 1922 gründete er die erste sowjetische Filmzeitschrift Kino-Foto. Kinematographisches und fotografisches Journal (russisch Кино-Фот. Журнал кинематографии и фотографии Kino-fot. Schurnal kinematografii i fotografii). Auch hier stellte er sich an die Spitze der Avantgarde mit seinem Aufsatz Kinematograf i kinomategrafija (deutsch Kino und Kinomategraphie), der in der ersten Ausgabe erschien. Gan erläutert hier seine Filmtheorie. Demnach muss der moderne sowjetische Film sich radikal vom bourgeoisen Film unterscheiden. Aufgabe des Films war es demnach nicht, Situationen und Handlungen zu erfinden, sondern sie direkt aus dem Leben zu nehmen. Damit begab er sich eng in die Nähe von Dsiga Wertow, mit dem es jedoch 1924 zum Bruch kam. Nach nur sechs Ausgaben wurde die Zeitschrift mit der letzten Ausgabe am 8. Januar 1923 eingestellt.
Nachdem es zu Differenzen mit den anderen Mitgliedern der Arbeitsgruppe der Konstruktivisten gekommen war, traten alle Mitglieder (außer Gan) bis 1923 aus der Ersten Arbeitsgruppe der Konstruktivisten aus. Ab Dezember 1923 traf Gan sich dann mit einigen jungen Künstlerinnen und Künstlern für eine Zweite Arbeitsgruppe der Konstruktivisten. Mitglieder waren Wiktor Schestakow, Galina und Olga Tschitschagowa, N. Smirnow, Grigori Miller, Alexandra Miroljubowa und L. Sanina.
Gan war während der zwanziger Jahre in einer informellen Verbindung mit der WChUTEMAS, er war zwar niemals fest als Lehrkraft angestellt, scharte aber eine gewisse Gruppe von Studenten um sich, die die technischen Prozesse beispielsweise des Druckens erlernen wollten. Gan wurde vermutlich nie angestellt, da der Rektor Wladimir Faworski den Einfluss der Produktivisten nicht zu groß werden lassen wollte. 1924 nahm Gan mit einigen Studenten der WChUTEMAS, die nun Mitglieder der Zweiten Arbeitsgruppe der Konstruktivisten waren, an der Ersten Diskussionsausstellung der Verbände aktiver Revolutionskunst in einem außerhalb gelegenen Ausstellungsraum der WChUTEMAS teil. Für dessen Ausstellungskatalog schrieb er ein Manifest der Gruppe. Sie stellten dort Kinderbücher, Arbeitskleidung, Entwürfe für Tische und Kioske aus.
1923 war er mit der Zeitschrift LEF verbunden. Gan drehte 1924 selber den Dokumentarfilm Die Insel der jungen Pioniere.
1924 trat Gan aus der Kommunistischen Partei aus.

In den zwanziger und frühen dreißiger Jahren lebte er mit der Filmregisseurin Esfir Schub zusammen.

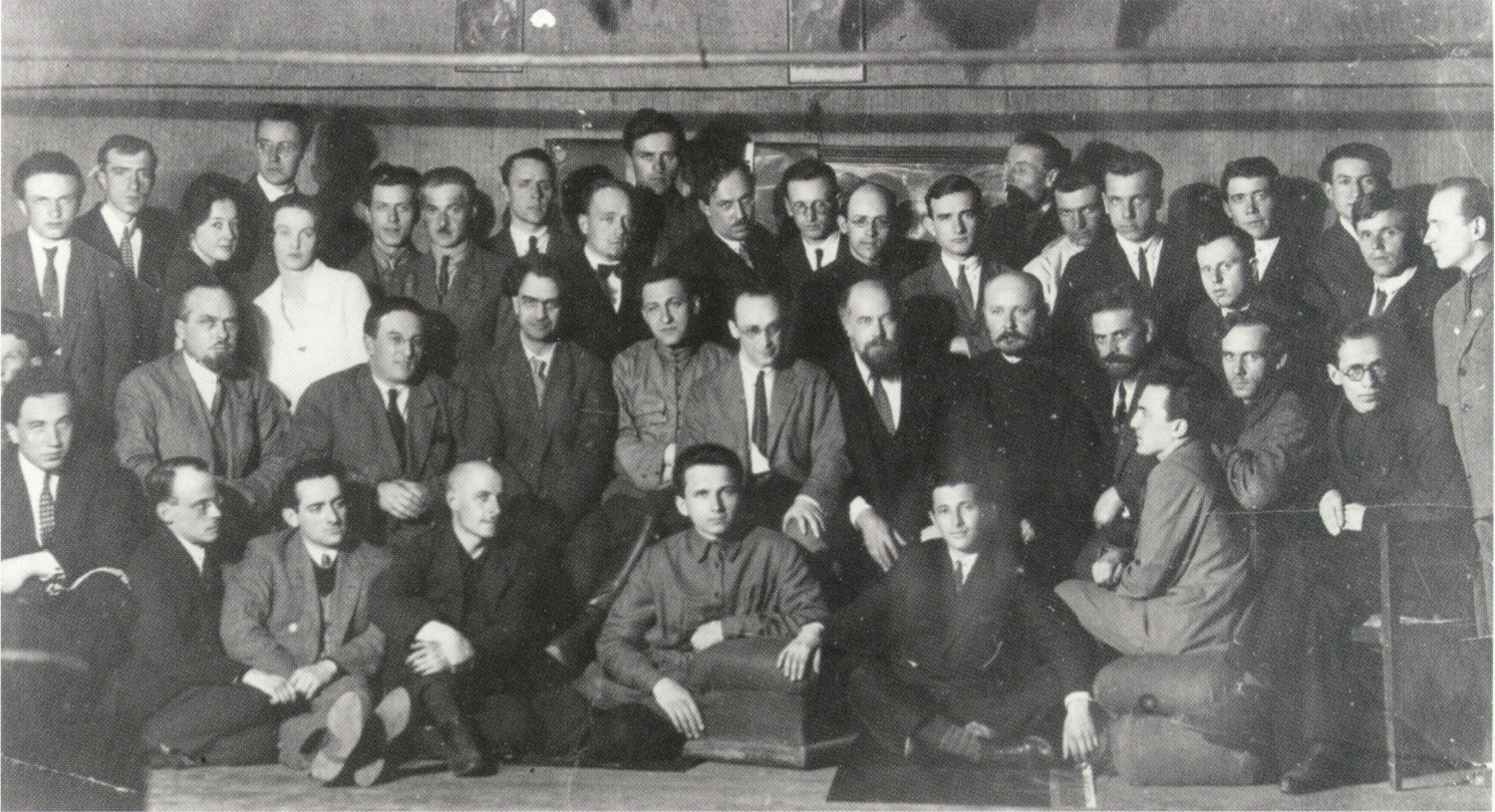
Erste Konferenz der OSA, 1928 (Gan ist in der 2. Reihe v.u., 6. v. l.)

Im April und Mai 1925 nahm er an der Ersten Ausstellung des Filmplakats und 1926 an der Ersten Grafikausstellung in Moskau teil. 1926 trat er der OSA (Vereinigung der Gegenwarts-Architekten) bei. Von 1926 bis 1928 war er Kunstdirektor der Zeitschrift SA (Zeitgenössische Architektur) der OSA, dessen Titelblätter er mit wenigen Ausnahmen in dieser Zeit gestaltete. Zudem war er an der Organisation der Ersten Ausstellung moderner Architektur der OSA in Moskau 1927 beteiligt. Er war für die Installation der Werke und die Gestaltung des Plakates verantwortlich.
1927 arbeitete er mit Studenten der WChUTEMAS an der Gestaltung verschiedener Magazine. Im Herbst 1927 wurde er wegen nervlicher Erschöpfung und Alkoholabhängigkeit in das Donskaja Neuropsychiatrische Hospital eingewiesen. Trotzdem gehörte er 1928 zu den Gründungsinitiatoren der Vereinigung Oktjabr (deutsch Oktober), die bis etwa 1932 bestand. Im Mai 1929 war er Redner beim ersten Kongress der OSA.

### Ende der künstlerischen Tätigkeit und Tod (1928–42)
1931 befand er sich in Chabarowsk. Ab 1935 hielt er sich erneut in Chabarowsk auf, in der Hoffnung als Architekt arbeiten zu können.
Im Oktober 1941 wurde er im Zuge der „Stalinschen Säuberungen“ wegen Teilnahme an „konterrevolutionärer Propaganda und Agitation“ verhaftet, im August 1942 für schuldig befunden und am 8. September 1942 an einem unbekannten Ort getötet. Er wurde 1989 rehabilitiert.

## Kunsttheorie und Werke
Gans Kunsttheorie kann in zwei Phasen eingeteilt werden, wobei letztere auf erstere aufbaut. Die erste Phase stellt seine stark von anarchistischen Auffassungen geprägte Theorie über das Theater und Massenaktionen dar. Die zweite, konstruktivistische Phase übernimmt viele dieser Elemente, ergänzt sie jedoch und stellt sie auf eine marxistische Grundlage.

### Theater und Massenaktionen (bis etwa 1920)

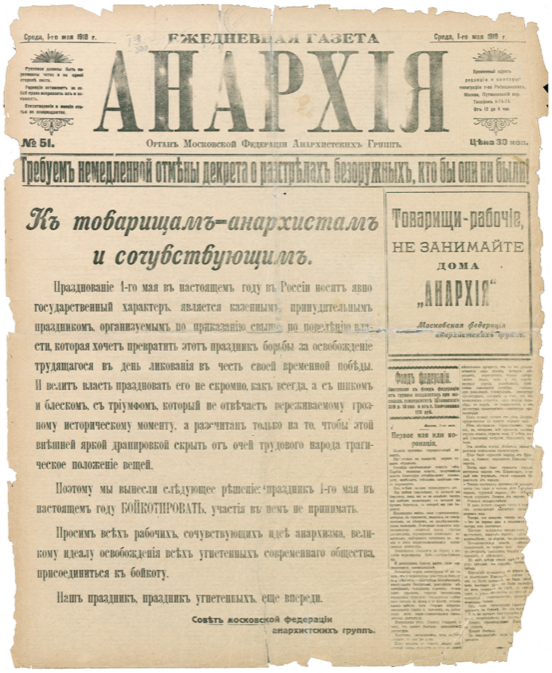
Anarchija, Ausgabe vom 1. Mai 1918, Seite 1

#### Gans Kunstbegriff
Gan nutzte in seinen Schriften für Anarchija, für die er vom März bis Juli 1918 schrieb, für das Wort Kunst stets das Wort творчество twortschestwo und nicht искусство iskusstwo. Twortschestwo bedeutet Werk oder Schaffen, während iskusstwo Kunst in ihrem klassischen historischen Sinne meint, auch etymologisch in seiner Verwandtschaft mit den russischen Wörtern für Künstlichkeit, während twortschestwo mit machen, erschaffen sprachlich verwandt ist. Während also iskusstwo Material verändert, um eine künstliche Illusion zu erschaffen, wird bei twortschestwo die Realität selbst verändert. Gan war nicht der einzige der diese neue Kunstauffassung vertrat und auch nicht ihr Erfinder, Platon Kerschenzew schrieb 1918 ein Buch namens Twortscheskii teatr (Geschaffenes Thater) und die Poeten Dawid Burljuk, Nikolai Assejew und Sergei Tretjakow waren für das Journal Twortschestwo (Werk) aktiv. Dabei wurde die Revolution als „soziale twortschestwo“ betrachtet. Twortschestwo, also das Schaffen, ist der zentrale menschliche Antrieb, der die Künste, die Sprache und die Politik bestimmt. Im Vergleich zu früheren Analysen, wie sie beispielsweise auch Immanuel Kant in der Kritik der Urteilskraft vertreten hat, die ebenso annehmen, dass die ästhetische und politische Dimension einer gemeinsamen Dynamik folgt, war die Forderung der Avantgardisten die Masse als Subjekt in diesen Prozess zu setzen. Die künstlerische Hoffnung Gans war, dass die Masse nicht mehr der Konsument der Kunst einer Elite, ob diese nun die Bourgeoisie oder die Avantgarde ist, sondern dass in der Masse sowohl Produktion und Konsum von Kunst zu einer untrennbaren Einheit verschmelzen. Aus dieser theoretischen Konzeption muss auch die Massenaktion verstanden werden.
Aus dieser Idee heraus formulierte Gan auch seine Theatertheorie. Gan unterschied zwischen igrat (schauspielern) und deistwowat (handeln, agieren). Ersteres bezeichnet im Russischen das Theater der Bourgeoisie, während letzteres der Wortstamm für die Bezeichnung für Laientheater ist. Gan sah damit das Laientheater als eigentlich proletarische Kunstform an. Während das Theater der Bourgeoisie nur darin besteht, nach einem festen Skript an einem künstlichen Ort eine Szene künstlich zu imitieren, geht es für Gan beim proletarischen Theater darum, beim Spielen nicht zu imitieren, sondern natürlich zu handeln, also die Schranke zwischen der Sphäre einer künstlichen Theaterwelt aufzuheben und das Theater im Leben selbst zu verorten.
Aus dieser Konzeption schuf Gan seine Formulierung der Theorie der Massenaktionen. Die Grundidee besteht dabei in der Erzeugung und behutsamen Steuerung von spontanen Ereignissen im öffentlichen Raum mit den dort vorhandenen Menschenmengen. Sie knüpft also an die theoretische Basis der Begriffe deistwowat, also Gans Theorie vom proletarischen Theater, sowie an twortschestwo an, also die Produktion und den Konsum einer Kunstform zu einer untrennbaren Einheit zu gestalten. Die Massenaktion ist nach heutigen Gesichtspunkten etwa wie ein spontanes Festival vorstellbar.
Gan in seinem Aufsatz Der Kampf um die Massenaktion von 1922 zur theoretischen Basis der Massenaktion:

„[…] die Massenaktion ist nicht eine Erfindung oder Fantasie, sondern eine absolute und natürliche Notwendigkeit die aus der tiefen Essenz des Kommunismus kommt […] Die Massenaktion im Kommunismus ist nicht die Aktion einer bürgerlichen Gesellschaft, sondern einer menschlichen – in der die materielle Produktion mit der intellektuellen Produktion verschmelzen wird. Diese intellektuelle/materielle Kultur mobilisiert all ihre Stärke und Mittel, um sich nicht nur die Natur, sondern auch den gesamten, universellen Kosmos unterzuordnen.“

In der Verschmelzung der intellektuellen und materiellen Kultur sieht Gan die Aufhebung des Unterschiedes von Produktion und Konsum von Kultur und damit einer neuen, wahrlich proletarischen Kunst. Eine Kunst die nicht von einer bürgerlichen Gesellschaft produziert wird, sondern von allen Menschen gleichzeitig sowohl erzeugt als auch erlebt wird. Aus dieser Position heraus erklärt sich auch der Grund, warum Gan für eine anarchistische Zeitung schrieb und warum er die Maifeierlichkeiten 1918 ablehnte und nicht daran teilnahm. Er sah in den Maifeierlichkeiten ein von der bolschewistischen Regierung geplantes Spektakel, welches nur Herrschaft über Arbeiter ausdrückt, aber nicht die Herrschaft der Arbeiter zeigt.
Eine der ersten durchgeführten Massenaktionen war Nikolai Jewreinows Massenaktion Sturm auf das Winterpalais. Jewreinow inszenierte bei diesem Spektakel mit tausenden Laiendarstellern den Sturm auf das Winterpalais nach. Gan lehnte Jewreinows Aktion jedoch ab, da dieser das Winterpalais als Bühne nutzte, vor dem mit Darstellern ein festes Stück aufgeführt wurde. Bei Gan hingegen findet die Aktion in einem solchen Rahmen statt, dass es unmöglich ist, als Zuschauer die Aktion zu verfolgen, da sie sich räumlich in der ganzen Stadt erstreckt. Jeder Zuschauer wird automatisch zum Teilnehmer, was bei Jewreinow nicht der Fall ist.

#### Die Maifeierlichkeiten 1920
Obwohl sie nicht durchgeführt worden sind, sind die von Gan und der Sektion für Massenperformances und Spektakel geplanten Maifeierlichkeiten von 1920 der Höhepunkt von Gans Auseinandersetzung mit dem Thema und zudem die bestdokumentiertesten. Der eigentliche Plan stammt von Gan, die Ideen der anderen Mitglieder wurden größtenteils verworfen.
Der Plan für die Veranstaltung sah eine Umbenennung aller Plätze in Moskau während des Ersten Mai nach verschiedenen Künsten oder Wissenschaften vor, und eine Dekoration, die jeweils dazu passt. Dies sollte eine „sozialistische Stadt der Zukunft“ darstellen. So sollte es also einen Geografieplatz geben, der beispielsweise mit einem riesigen Globus geschmückt wäre. Abgesehen von diesem erwähnten Globus forderte Gan jedoch eine minimale Dekoration im Gegensatz zu früheren Veranstaltungen. Morgens würde eine Sirene von einer Anhöhe südlich von Moskau ertönen. Alle Fabriken der Stadt würden mit den Fabriksirenen auf diesen Ruf antworten. Auf dieses Signal hin, würden von den siebzehn Moskauer Toren Pferde, Motorräder und Automobile die Massen in die Straßen führen, von wo sie auf verschiedenen Plätzen symbolisch die Erste Internationale feiern. Dann würden alle zum Roten Platz strömen, wo gemeinsam die Zweite Internationale gefeiert wird. Dann würde die gesamte Menge zum Feld der Internationale, dem Chodynkafeld laufen, wo ein Flugplatz und eine Funktelegrafenstation installiert wären. Die Dritte Internationale würde sich dort als „sozialistische Struktur entfalten“.
Der zentrale Anspruch der Veranstaltung war nicht die Dekoration, sondern die Partizipation der Massen, wodurch die Grenzen zwischen Kunst und Leben und zwischen Teilnehmer und Zuschauer völlig aufgehoben werden. Dies erklärt auch Gans Kritik an Jewreinows Massenaktion, bei der die Veranstaltung auf einem großen Feld vor dem Winterpalais stattfand.

#### Massenaktion als politische Theorie
Während die von Gan konkret geplanten Massenaktionen etwa die Form von Festivals hatten, geht er in seinen theoretischen Schriften noch weiter. Gan schreibt, „wir leben bereits in und mit Massenaktionen. Wir müssen nun die Aufgabe ergreifen, sie zu organisieren.“ Die Massenaktion ist für Gan nicht nur eine Kunstform, sondern eine Art wie alle Lebensbereiche sich organisieren. Nach irgendeiner Idee, einer Art von Skript agiere jeder mehr oder weniger in seinen Handlungen, nur sind diese chaotisch und ohne Organisation. Dies kann durch Organisation in eine neue normative Realität übertragen werden. Dabei geht es nicht um die Etablierung einer hierarchischen Befehlskette, sondern um die behutsame Steuerung von Kräften, um Synergien zu erzeugen. Gans Theorie der Massenaktion kann somit letztlich auch als eine politisch-gesellschaftliche Theorie gelesen werden.

### Konstruktivismus (ab etwa 1920)
„Tod der Kunst!

Sie entstand natürlich

entwickelte sich natürlich

gelangte natürlich zu ihrem Verschwinden.

Die Marxisten müssen arbeiten, um ihren Tod wissenschaftlich aufzuklären und neue Erscheinungen der künstlerischen Arbeit im neuen historischen Milieu dieser Zeit zu formulieren.“

Gans marxistische Kunsttheorie, die er in Konstruktiwism formuliert, baut auf seine anarchistische Phase als Theater- und Massenaktionstheoretiker auf. Gan stützt sich ideengeschichtlich neben Marx und Engels insbesondere auf Alexander Bogdanow und teilweise auch auf Nikolai Bucharin. Gans Theorie des Konstruktivismus, als Alternative zur Kunst baut auf seinem früheren Begriff der twortschestwo auf, stellt jedoch eine theoretische Verfeinerung seiner früheren Arbeiten dar und stellt sie auf marxistische Grundlage.

#### Gans Theorie der Kunstgeschichte
Gans Theorie über die Entwicklung der Kunst entlehnt er zum Großteil von Alexander Bogdanow. Für Gan ist die Kunst eine Methode um Zusammenhalt in einer Gesellschaft zu verstärken. Die Kunst der Urgesellschaft sei sehr einheitlich, da alle Menschen in gemeinsamer Arbeit zusammen am Arbeitsprozess beteiligt waren und ihre Erfahrungen und ihr Weltbild, welches sich aus ihrem Arbeiten bildet, sehr ähnlich war. Mit zunehmender Komplexität der Gesellschaft sei ein Unterschied zwischen den Menschen, die etwas herstellen und denen die dessen Repräsentation (die Kunst, aber auch die Weltbilder und Ideologien) produzieren entstanden. Dadurch entstand auch eine Umkehr der Hierarchie von Realität und Ideologie. Ideen und Repräsentationen (auch die Kunst) wurden nicht mehr an der Realität gemessen, sondern an der Ideologie. Diese Repräsentationen werden von der Gesellschaft als höherwertig identifiziert, da die Menschen die Natur als unsystematisch und zufällig wahrnehmen, und die Ideologie eine Ordnung schafft. Diese Ideologien haben auf der einen Seite die Fähigkeiten Gesellschaften durch gemeinsame Werte und Normen zu verbinden, andererseits die Macht, herrschende Privilegien zu zementieren. Die Ideologie (und damit auch die Kunst) waren Teil der Verhinderung von gesellschaftlichem Fortschritt. Die intellektuell-materielle Produktion hingegen, also die Art wie Kunst im Konstruktivismus geschaffen wird, hält die Gesellschaft ebenfalls zusammen, diesmal aber nicht aufgrund einer falschen Ideologie, sondern aufgrund der einzig wahren.
Im Kapitalismus vollzieht sich nun ein fundamentaler Wandel. Durch die Erkenntnisse der wissenschaftlichen Naturwissenschaften werden die falschen Ideologien aufgedeckt und beginnen zu zerfallen. Die Kunst reagierte dadurch, dass sie nun nicht mehr die Kunst eines Weltbildes (wie etwa die christliche Kunst des Mittelalters) mit der Funktion für gesellschaftlichen Zusammenhalt ist, sondern zu einem abstrakten Fetischismus wird. Dabei geht es nicht um Ungegenständlichkeit, sondern um die Trennung von Kunst von ihrer gesellschaftlichen Funktion. Die bürgerliche Kunst sieht sich selbst als Wert an sich, ohne den gesellschaftlichen Zusammenhang zwischen dem Kunstwerk und der Gesellschaft. Tatsächlich enthält diese Art der Kunst zwar noch eine gesellschaftliche Bindungsfunktion, aber verliert alle positiven Aspekte dieser. Gan führt hierfür ein Beispiel von Bogdanow an. Eine religiöse Statue etwa hatte in ihrer Zeit eine bindende Funktion in der Gesellschaft, indem sie die Gläubigen miteinander verband. Wenn diese Statue nun in der bürgerlichen Gesellschaft auftaucht (etwa durch eine Ausgrabung) besitzt sie diesen Wert nicht mehr, sie wird nach dem in der bürgerlichen Gesellschaft genuin neuen Blickwindel des abstrakten Fetischismus betrachtet, mit der Kategorie der Ästhetik. Nach Romberg ist es diese Ästhetik der Gan den Krieg erklärt und nicht Kunst allgemein, wie es die allzu eindimensionale Gan-Rezeption oft dargestellt hat. Dies macht auch der letzte Satz im obigen eingerückten Zitat deutlich, der meistens nicht mit zitiert wird.

#### Kritik des Realismus

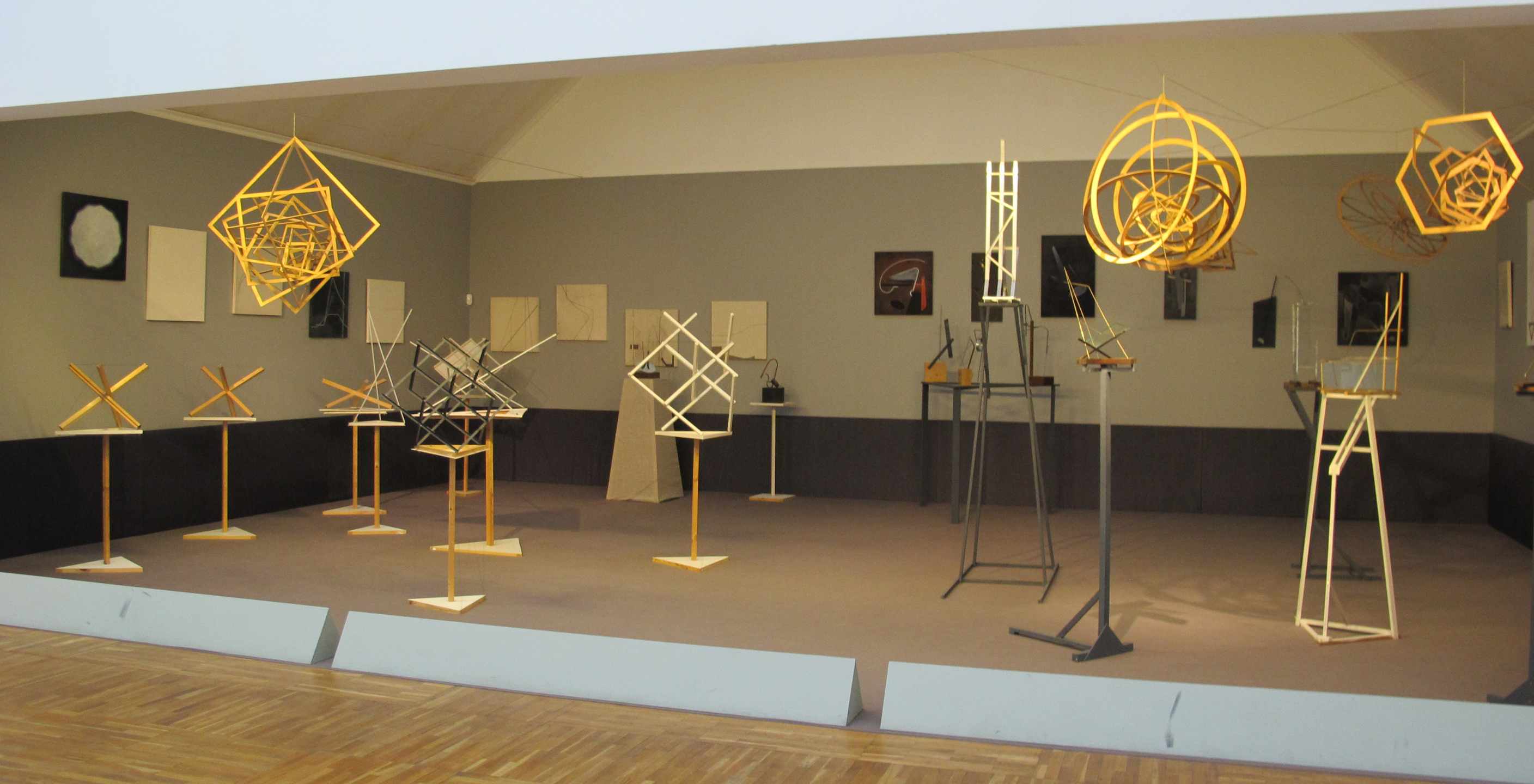
2. Ausstellung der OBMOChU, 1921 (Rekonstruktion von 2006). Die Werke sind von Gans Kollegen aus der Arbeitsgruppe der Konstruktivisten geschaffen worden.

Interessanterweise ist Bogdanows Argumentation, die Gan zum großen Teil übernimmt, überwiegend für die Rechtfertigung realistischer Kunst gebraucht worden. Diese würde den Realisten zufolge die Lücke zwischen Realität und Repräsentation durch eine genauere Abbildung der Realität füllen. Ungegenständliche Kunst (und damit auch die konstruktivistische) ist den Realisten zufolge Formalismus und sei nur eine Metareflektion über Probleme der Kunst. Gan weist diese Kritik zurück, indem er den Realismus als abstrakt-illusionistisch bezeichnet, für die Kunst hingegen eine „echte Dynamik konkreter Bewegung“ fordert. Abstrakt muss hier wieder im Sinne vom abstrakten Fetischismus verstanden werden. Der Realismus schafft nur eine malerische Illusion der Wirklichkeit, während der Konstruktivismus seine reale Dynamik im Leben selbst entfaltet. Während eine Malerei, selbst wenn sie ungegenständlich ist, nur eine statische abstrakt-illusionistische Darstellung ist, wird für die Betrachtung einer räumlichen Konstruktion eine „echte Dynamik konkreter Bewegung“ durch den Betrachter gefordert. Die Bewegung der Objekte, der Blickwinkel, das Licht, das Auffalten und Abmontieren, durch diese Prozesse wird bei den räumlichen Konstruktionen eben das erreicht, was die Malerei niemals schaffen kann. Wenn Gan also fordert „Die Skulptur muss der räumlichen Behandlung des Dings weichen. Die Malerei kann nicht mit der Lichtbildnerei, also der Fotografie, wetteifern“, dann meint er nicht eine vollständige Eliminierung aller Kunst, sondern völlig neue künstlerische Ausdrucksmittel zu nutzen. Der Konstruktivismus möchte die Lücke von Kunst und Leben also nicht wie die Realisten, damit auffüllen, das Leben in der Kunst genauer darzustellen, sondern die Trennung von Kunst und Leben aufheben, wofür die Revolution die Bedingung geschaffen hat. Die Objekte der Kunst sind nicht mehr Repräsentationen des Lebens, sondern untrennbarer Teil des praktischen Lebens: Kunst und Leben sind eins.

#### Konstruktion,fakturaund Tektonik
Die Begriffe Tektonik, Faktura und Konstruktion sind zentral für den sowjetischen Konstruktivismus und wurden nachweislich von Gan erstmals in die Diskussion gebracht. Während die Konstruktion den Aufbau des Werkes behandelt, bezieht sich faktura auf den Herstellungsprozess und Tektonik auf die gesellschaftliche Einbettung eines Werks.

##### Konstruktion
Der Begriff Konstruktion bestand schon früher und etablierte sich während der Diskussionen am INChUK über das Verhältnis von Komposition und Konstruktion. Die Konstruktion ist im Gegensatz zur Komposition keine starre unveränderliche, nach emotionalen Gesichtspunkten entworfene Beziehung zwischen starren Formen, sondern die dynamische, nach rationalen Regeln konstruierte Relation zwischen diesen. Die Konstruktion kann Teil des Lebens werden, die Komposition erzeugt nur visuelle Effekte.

##### faktura
Der russische Begriff faktura wird aufgrund seines fehlenden Äquivalents in der deutschen Sprache im russischen Original belassen. faktura bezeichnet traditionell die Oberflächentextur eines Werkes, den Duktus der Pinselstriche oder die Oberflächenbearbeitung einer Skulptur. Anhand der faktura kann ein Gemälde auch auf seine Echtheit überprüft werden. Der Begriff ist traditionell mit Individualismus und Originalität verbunden. Gan hingegen liefert eine neue Definition des Begriffs. Für Gan ist faktura die Gesamtheit an Eigenschaften eines Materials beziehungsweise der Prozess diese Eigenschaften durch den Menschen zu nutzen und zu formen.
Gan erläutert hierzu:

„Gusseisen wird geschmolzen, also in eine glühende flüssige Masse verwandelt, dann in einen vorbereiteten Formkasten gegossen; anschließend durchläuft es die Schmirgelabteilung oder wird einfach grob versäubert, kommt in die mechanische Abteilung auf die Drehbänke, und erst dann kann man sagen, dass aus dem Gusseisen ein Ding wird. Dieser gesamte Prozess ist die Faktur, also die Bearbeitung des Materials insgesamt, nicht nur die Bearbeitung seiner Oberfläche.“

Das Konzept von faktura stellt eine neue Verbindung zwischen demjenigen, der etwas schafft und dem Material her. Das Material dient nicht mehr allein dem Künstler (oder besser, dem konstruktor), sondern es geht um eine „Partnerschaft“ zwischen Material und dessen Bearbeiter. Romberg argumentiert, die Präferenz der Konstruktivisten für industrielle Materialien läge neben den kollektivistischen und proletarischen Argumenten dafür, auch darin begründet, dass diese Materialien weniger passiv sind, sich nicht so einfach formen lassen wie Ölfarbe oder Gold, sondern auch Ansprüche in der Verarbeitung an den Verarbeiter stellen. So wird auch durch das Konzept der faktura deutlich, inwiefern Gan die Trennung von Produktion und Kunst kritisiert und steht damit in Tradition von Forderungen nach der Einheit von Kunst und Handwerk, die er hier nur auf die neuen Produktionsprozesse überträgt. Die Definition von faktura als Prozess („Dieser gesamte Prozess ist faktura“) zeigt, dass die faktura keine metaphysische Eigenschaft des Materials ist, sondern die Verarbeitung durch den Menschen das Material formt und den zentralen Aspekt des Konzepts formt. Dies folgt dem marxistischen Ansatz, dass die Arbeit die „Grundbedingung alles menschlichen Lebens“ ist.
Gans Fokus lag dadurch auch deutlich weniger auf der utilitaristischen Notwendigkeit eines Objekts. Rodtschenko stellte die Nützlichkeit beziehungsweise die целесообразность tzelesoobrasnost (Zweckmäßigkeit, wörtlich übersetzt „geschaffen in Beziehung zu einem Ziel“) in den Mittelpunkt seiner Arbeit (wobei letztlich unbeantwortet blieb, inwiefern seine abstrakten Konstruktionen diese Nützlichkeit erfüllen). Gans Hauptinteresse lag vielmehr in dem Prozess, in dem das Objekt durch den Menschen geschaffen wird. Für Gan kann das geschaffene Werk nicht von seinem Produktionsprozess getrennt werden, dieser stellt einen elementaren Bestandteil des Werkes dar.
Tektonik
Der dritte zentrale Begriff in Gans Konstruktivismus-Theorie ist der der Tektonik. Gans Begriff stützt sich konzeptuell teilweise auf den Begriff der Tektologie von Alexander Bogdanow. Die Tektologie ist eine Systemtheorie, die darauf abzielt, die verschiedenen „Sprachen“ in den seit der Moderne getrennten Wissenschaften zu vereinen. Die Tektologie sollte eine Art von Grundlagensprache bilden, die jede Wissenschaft nutzen kann und damit die scharfen Trennungen der Wissenschaften wieder aufgehoben werden. Auch ein Bezug zu Heinrich Wölfflin, der den Begriff zur gleichen Zeit, aber mit anderer Bedeutung nutzte, kann nicht ausgeschlossen werden.
Tektonik bezeichnet bei Gan die gesellschaftliche Ordnung, in der ein Kunstwerk sich befindet. Das Kunstwerk ist tektonisch in eine Gesellschaft eingebettet, von der es nicht zu trennen ist. Die Einführung des Begriffes Tektonik ergibt sich aus Gans historisch-materialistischer Weltanschauung und in Opposition zu den ahistorischen und ewigen Werten der Kunst bei Kandinsky. Für Gan ist ein Kunstwerk untrennbar mit seiner Zeit und seinem Gesellschaftssystem verflochten. Diese Einbettung des Werks bezeichnet er als Tektonik.

#### Das Buch als konstruktivistisches Objekt
Konstruktiwism, Gans erstes Buch, darf nicht nur als Manifest seiner Kunsttheorie gesehen werden, sondern muss auch als konstruktivistisches Objekt verstanden werden. Gan war mit den Prozessen des Buchdrucks vermutlich gut vertraut und arbeitete direkt mit den Druckereien zusammen. Im Gegensatz zu den früheren russischen Künstlerbüchern des Futurismus, verzichtete Gan auf aufwendige Verfahren und nachträgliche manuelle Ergänzungen in seinen Büchern. Gan sah das Buch schon daher als konstruktivistisches Objekt, weil für ihn die Verbreitung eines Werkes oder einer Idee dieselbe Bedeutung wie das Werk selbst hatte.

## Rezeption
Während der 1920er Jahre galt Gan in Moskau als einer der bedeutendsten Vertreter des Konstruktivismus. In einem nicht veröffentlichten Text für eine WChUTEMAS-Publikation von 1922 bezeichnen Schülerinnen ihn als den „großen Fisch des Konstruktivismus“. Gleichzeitig wurde jedoch in ihm ihr radikalster Vertreter gesehen, Konstruktiwism wurde nur auf seine Forderung hin nach dem „Tod der Kunst“, aber kaum nach der Forderungen nach neuen künstlerischen Ausdrucksmitteln hin verstanden. So kam es auch dazu, dass bis 1923 alle ursprünglichen Mitglieder der Ersten Arbeitsgruppe der Konstruktivisten austraten. Konstruktiwism konnte jedoch noch einen späten Erfolg feiern, als dass es Mitte der 1920er Jahre in verschiedenen typografischen Journalen als Beispiel für neue Methoden der Setzung von Text auftaucht.
Insbesondere in Westeuropa wurde Gan in den 1920er Jahren nicht so bekannt wie beispielsweise Alexander Rodtschenko. Dies erklärt sich vor allem durch die Deutungshoheit der russischen Kunst durch El Lissitzky, der der wesentliche Vermittler in dieser Zeit zwischen Russland und Deutschland war. Der Zugang zu Informationen aus Russland war schwierig, sowohl wegen der Distanz als wegen der Sprache, und Lissitzky wurde so für die Künstler in Westeuropa die maßgebliche Informationsquelle für russische Kunst, insbesondere sein Magazin Weschtsch / Objet / Gegenstand. Die mangelnde Erwähnung Gans durch Lissitzky hat vermutlich pragmatische Gründe; während Rodtschenko diverse Objekte schuf, die sich gut abdrucken ließen, verfasste Gan zu diesem Zeitpunkt vor allem theoretische Abhandlungen.
Im Stalinismus fanden Gans Werk, wie der Konstruktivismus und die Avantgarde insgesamt, kaum Beachtung. Er selber wurde in den „Stalinschen Säuberungen“ ermordet, wie auch OSA-Mitglied Michail Ochitowitsch. Gans Todesumstände wurden erst 1989 offiziell bekannt. Im gleichen Jahr wurde er rehabilitiert. Im Westen erhielt er schon früher Aufmerksamkeit, wie die Präsenz seiner Werke beispielsweise bei der 15. Europäischen Kunstausstellung 1977 in Berlin zeigt. Gan wird in der Kunstgeschichte häufig erwähnt, um die radikalsten Forderungen des Konstruktivismus zu benennen, wobei seine Position dabei meist verkürzt dargestellt wird, eine umfassende Aufarbeitung gelang erst durch Kristin Rombergs Monografie von 2010.
Gans Werke im Bereich des Grafikdesigns sind heute in internationalen Sammlungen vertreten, etwa in der des Museum of Modern Art in New York.

## Veröffentlichungen
Herausgeber
- Кино-Фот. Журнал кинематографии и фотографии Kino-fot: Schurnal kinematografii i fotografii. („Kino-Foto. Zeitschrift für Film und Fotografie“), 6 Ausgaben, Moskau, August 1922–1923.

Bücher und Broschüren
- День Советской Пропаганды. Лозунги Den Sowetskoi Propagandy. Losungi („Der Tag der sowjetischen Propaganda. Slogans“). Gosudarstwennoje isdatelstwo, Moskau 1919. (Autorschaft zugeschrieben)
- Конструктивизм Konstruktiwism („Konstruktivismus“). Twerskoje isdatelstwo, Twer 1922.
  - Constructivism. In: Stephen Bann (Hrsg.): The Tradition of Constructivism. Viking Press, New York 1974, S. 32–42 (englisch, Auszugsweise Übersetzung von John Bowlt).; nachgedruckt in John Bowlt (Hrsg.): Russian Art of the Avant-Garde: Theory and Criticism, 1902–1934. Viking Press, New York 1976, S. 214–225 (englisch)., erneut nachgedruckt in Charles Harrison, Paul Wood (Hrsg.): Art in Theory, 1900–1990: An Anthology of Changing Ideas. Blackwell 1992, S. 318–320 (englisch).
  - Der Konstruktivismus. In: B. Groys, A. Hansen-Löve (Hrsg.): Am Nullpunkt. Positionen der russischen Avantgarde. Suhrkamp, Frankfurt am Main 2005, S. 277–365 (Auszugsweise Übersetzung von Annelore Nitschke).
  - Constructivism. Tenov Books, Barcelona 2014 (englisch, Übersetzung und Vorwort von Christina Lodder).
- Да здравствует демонстрация быта! Da sdrawstwuet demonstrazija byta! („Lang lebe die Demonstration des täglichen Lebens!“). Goskino, Moskau 1923.

Artikel (Auswahl)
- К поэтам пролетарских песен K poetam proletarskich pesen („Von den proletarischen Liedern“). In: Anarchija 11, (März 1918), S. 2.
- К сотрудникам Пролетарского театра K sotrudnikam Proletarskogo teatra („An die Mitarbeiter des Proletarischen Theaters“). In: Anarchija 43, (April 1918), S. 4.
- Музей Морозова Musei Morosowa („Morosow-Museum“). In: Anarchija 45, (April 1918), S. 3.
- Тогда, теперь, и мы Togda, teper, i my („Dann tun wir es jetzt auch“). In: Anarchija 47, (April 1918), S. 4.
- Певец рабочего удар Pewetz rabotschego udar („Der Sänger des Arbeiterstreiks“). In: Anarchija 69 (Mai 1918), S. 4.
- Пролеткульт Proletkult („Proletkult“). In: Anarchija 14 (Mar 1918), S. 4.
- Борьба за 'массовое действо' Borba sa „massowoe deistwo“ („Der Kampf um die ‚Massenaktion‘“) In: O teatre. Twerskoje isdatelstwo, Twer 1922, S. 49–80.
- 1 'ъдемонстрация глупостиь' в устах Люсьена Уоль 1 „demonstratsija gluposti“ w ustach Ljusena Uol (1 „Demonstration der Dummheit" aus dem Munde von Ljusen Uol“) In: Srelischtscha 60, (Oktober/November 1923), S. 19.
- Борьба за ультиматум Borba sa ultimatum („Der Kampf um ein Ultimatum“). In: Srelischtscha 68, (Dezember 1923–Januar 1924), S. 19.
- Кино Kino („Kino“). In: Technika i schisn Nr. 4, 1925, S. 16.
- Факты за нас Fakt sa nas („Fakten für uns“). In: Sowremennaja architektura. Jhg. 1 (1926), Nr. 2, S. 39.
- Что такое конструктивизм? Tschto takoe konstruktiwism? („Was bedeutet Konstruktivismus?“). In: Sowremenaja architektura 1928, Nr. 3, S. 79.
- als A G–n: Строящчийся Хабаровск. На стройке дома коммуны Strojaschtschijsja Chabarowsk. Na stroike doma kommuny („Chabarowsk im Bau. Auf der Baustelle des Gemeindehauses“) In: Tichookeanskaja swesda. Oktober 1931.
- The Cinematograph and Cinema. Erstveröffentlichungsort und -jahr unklar. In: Ian Christie, Richard Taylor (Hrsg.): The Film Factory. Russian and Soviet Cinema in Documents 1896–1939. Routledge, London / New York 1994, S. 67–68.

## Werke (Auswahl)
Massenaktionen
- Maifeierlichkeiten, Moskau, 1919
- Tag der sowjetischen Propaganda, Moskau, 19. August 1919 (Entwurf, nicht nach Gans Plänen umgesetzt)
- Maifeierlichkeiten, Moskau, 1920 (Entwurf, nicht nach Gans Plänen umgesetzt)

Ausstellungsinstallation
- Installation der Werke auf der Ausstellung Первая выставка современной архитектуры Perwaja wystawka sowremennoj architektury („Erste Ausstellung zeitgenössischer Architektur“), organisiert von der OSA, Moskau 1927[53]

Produktdesign und Kleinarchitektur
- Falzmaschine für Mosselprom, 1922[54]
- Kiosk für das Allrussische Hilfskomitee (WSEROKOMPOM), vermutlich gebaut, vor 1924[55]
- Kiosk für den ländlichen Raum, Entwurf, 1926[56]

Grafikdesign

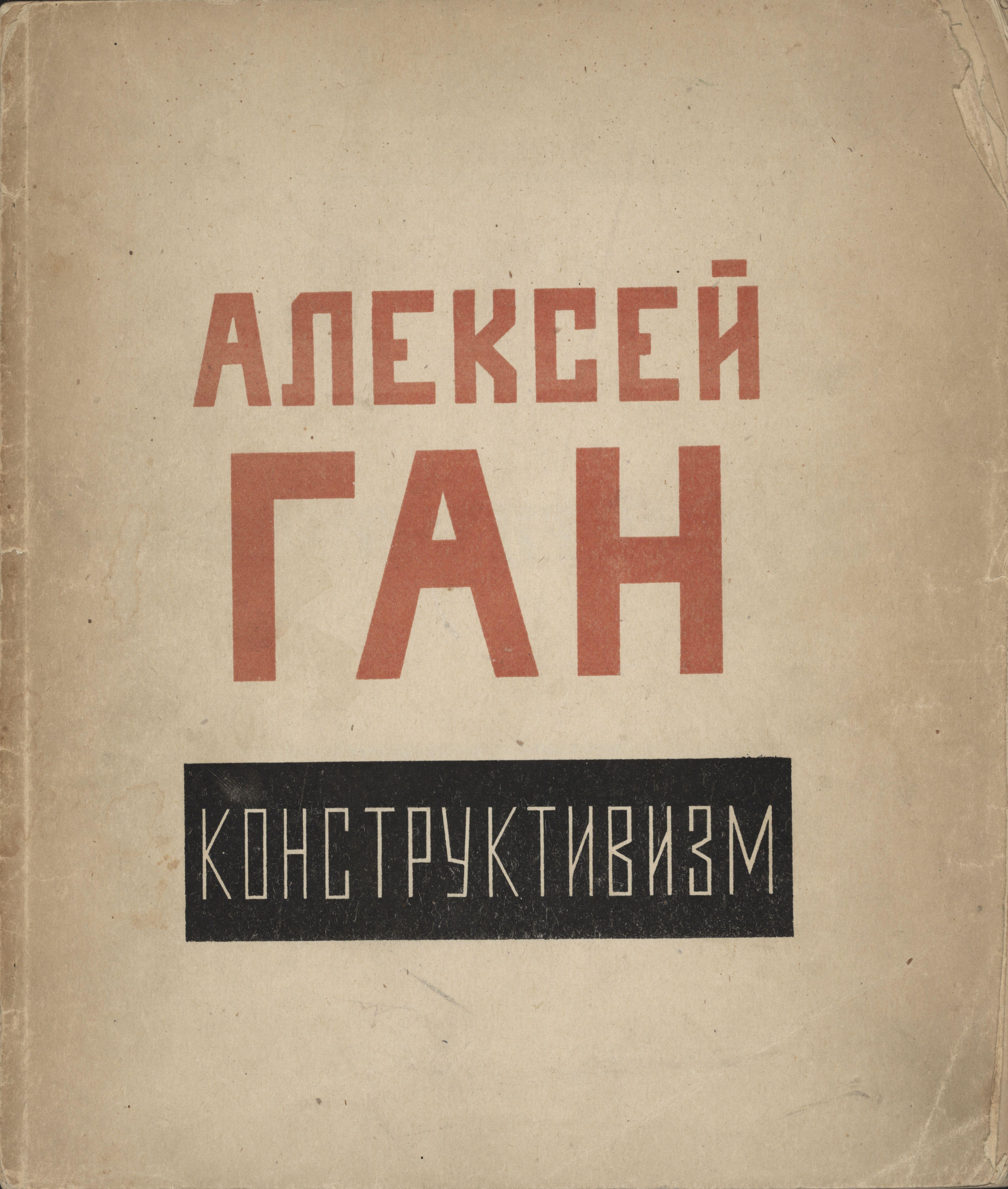
Cover für Konstruktiwism, 1922
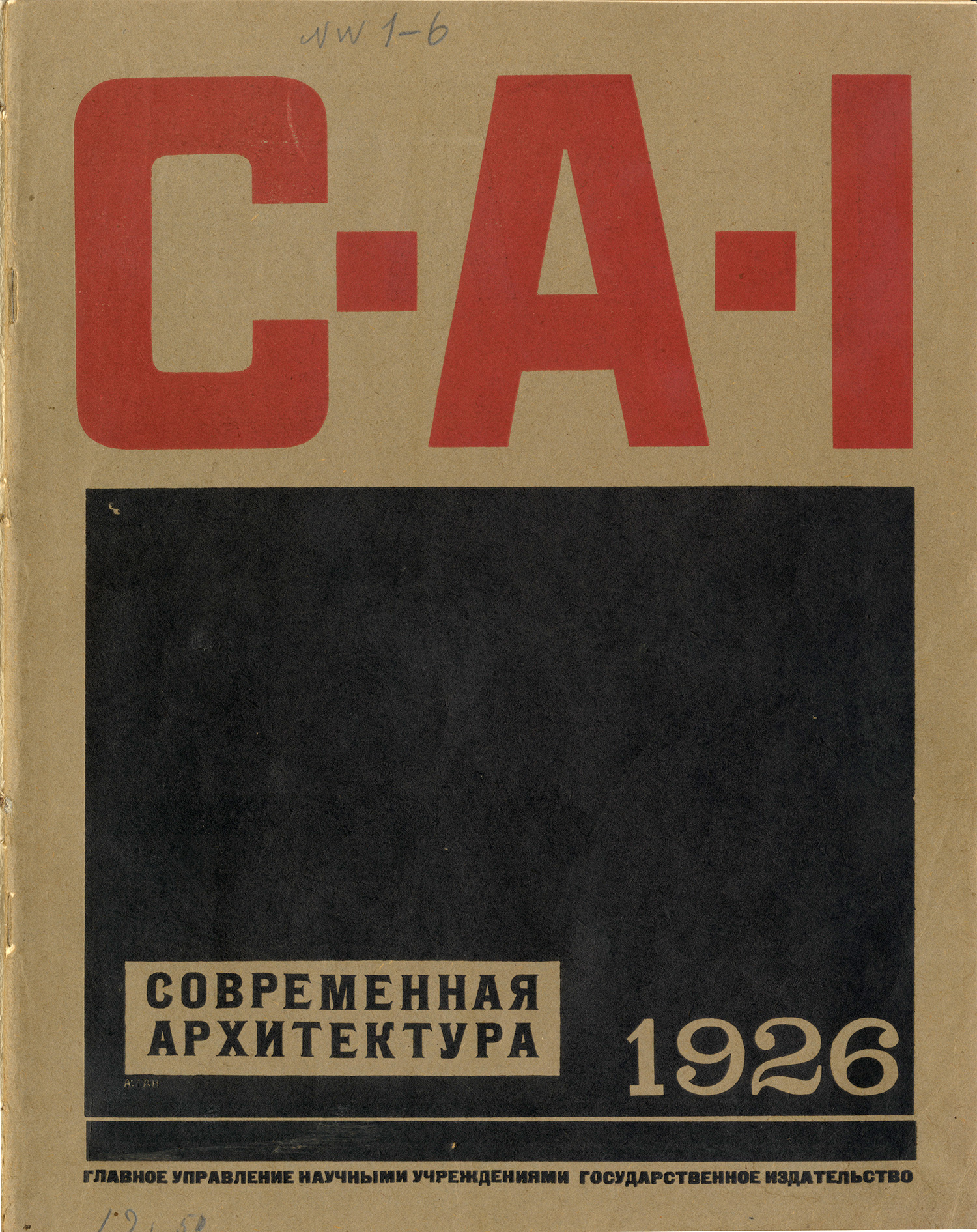
Cover für SA, 1926 Nr. 1
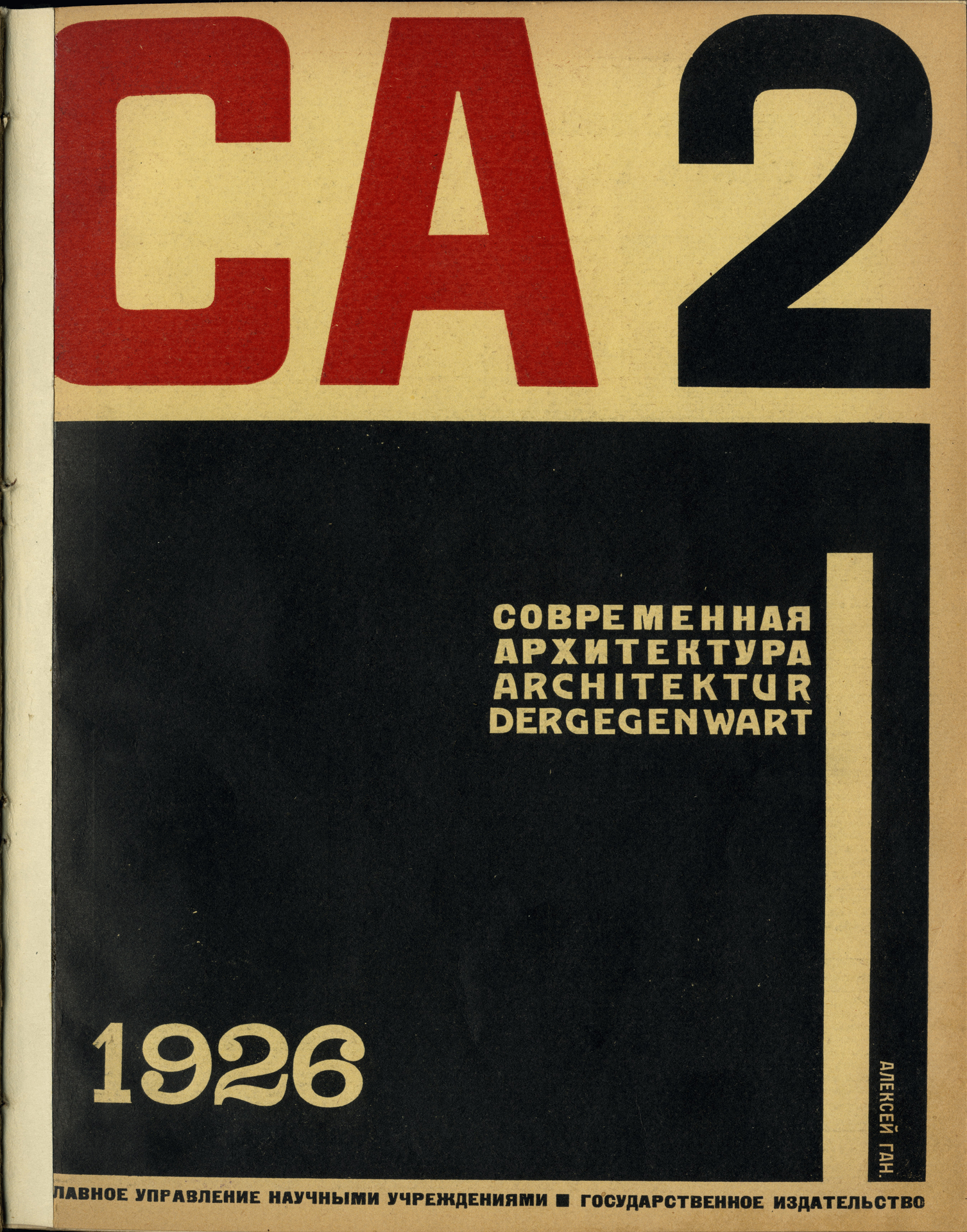
Cover für SA, 1926 Nr. 2
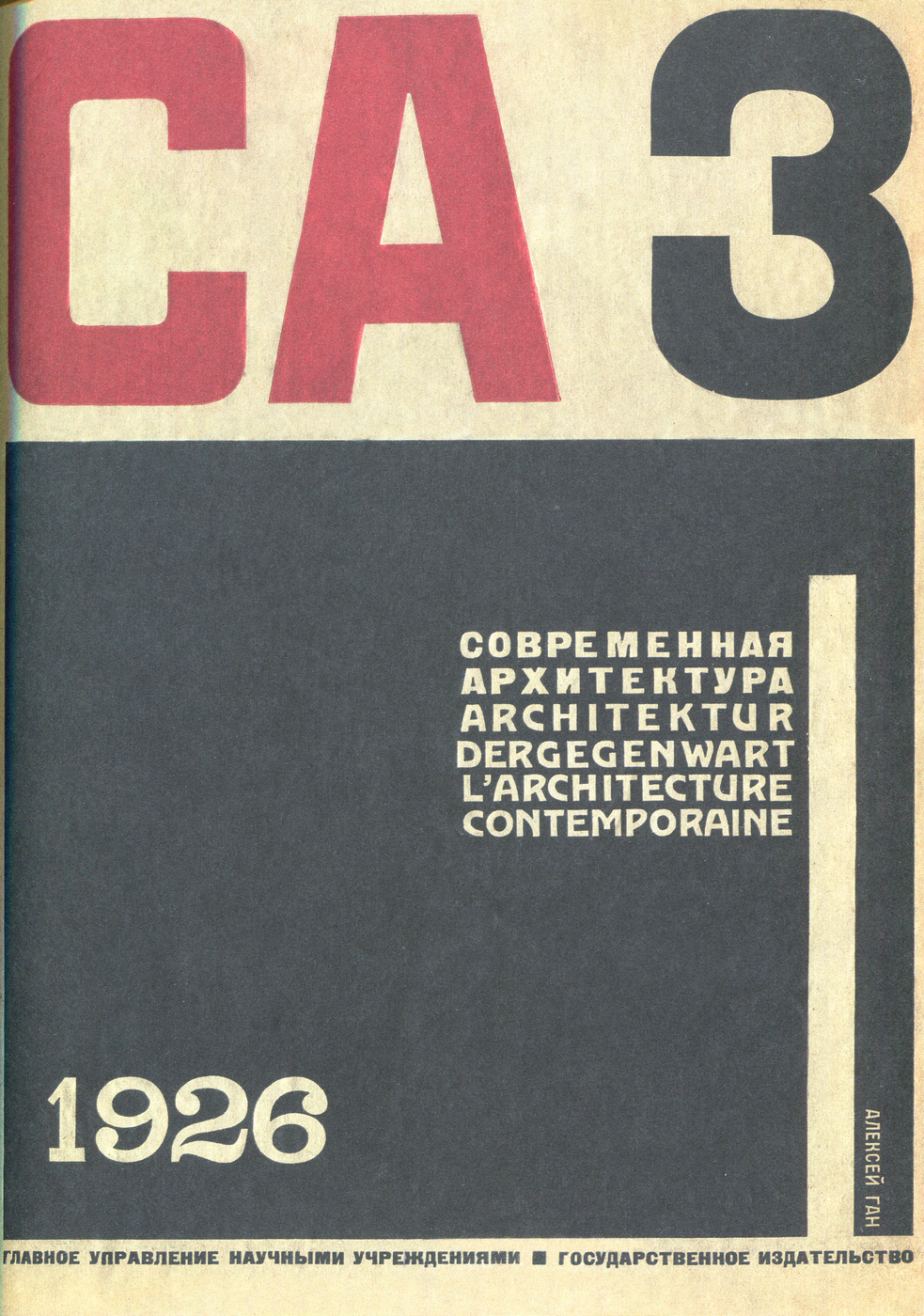
Cover für SA, 1926 Nr. 3
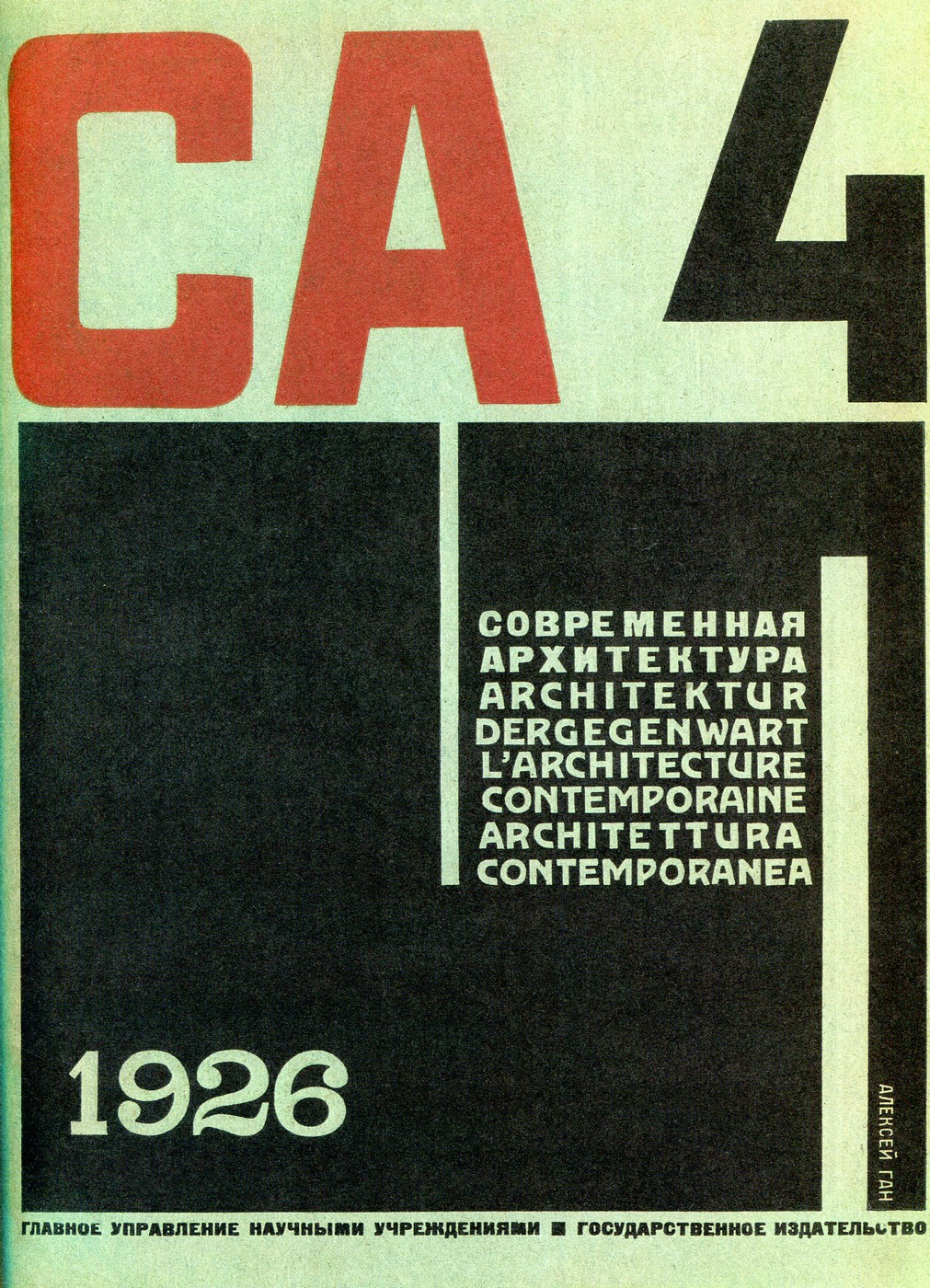
Cover für SA, 1926 Nr. 4
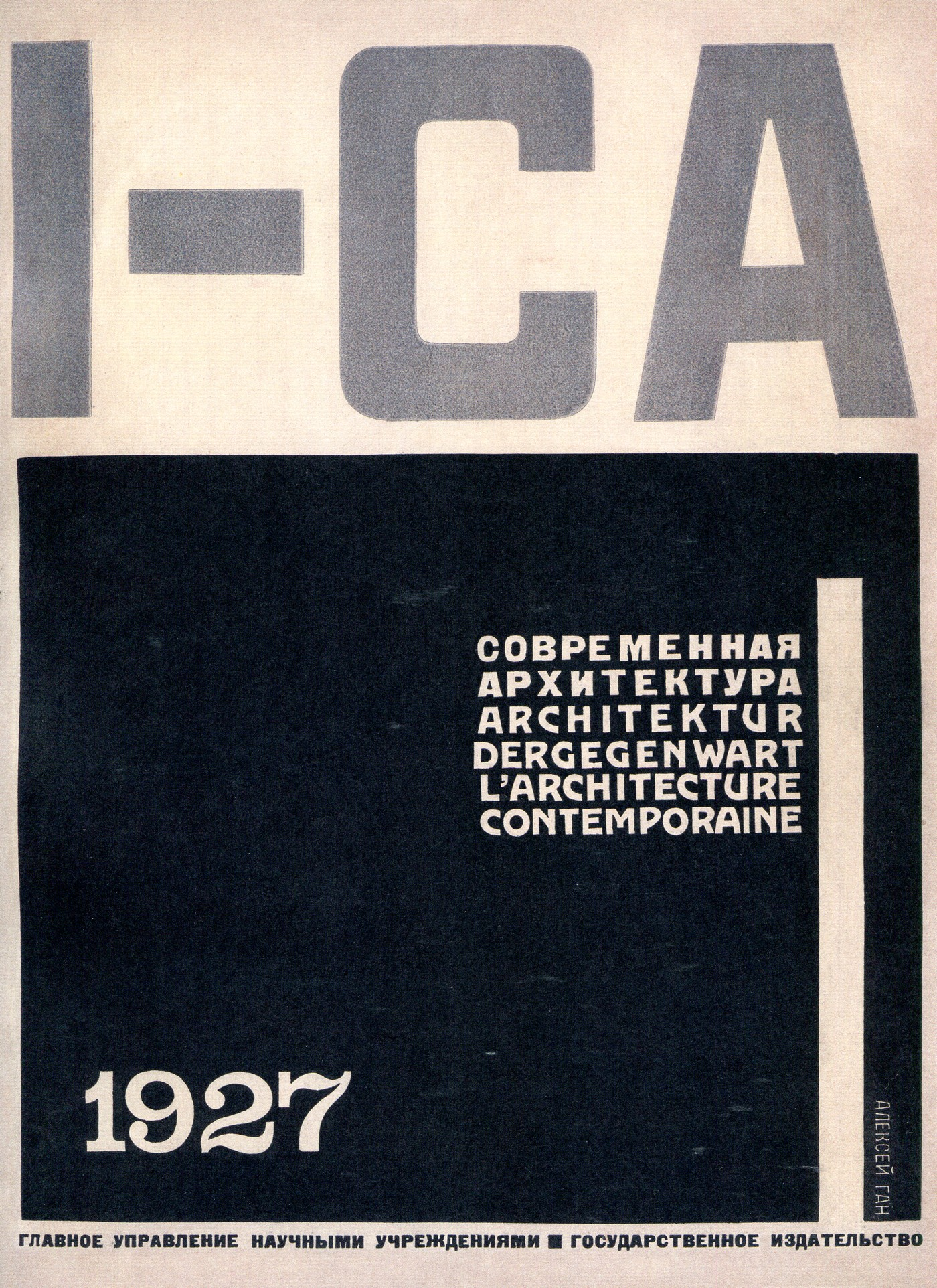
Cover für SA, 1927 Nr. 1
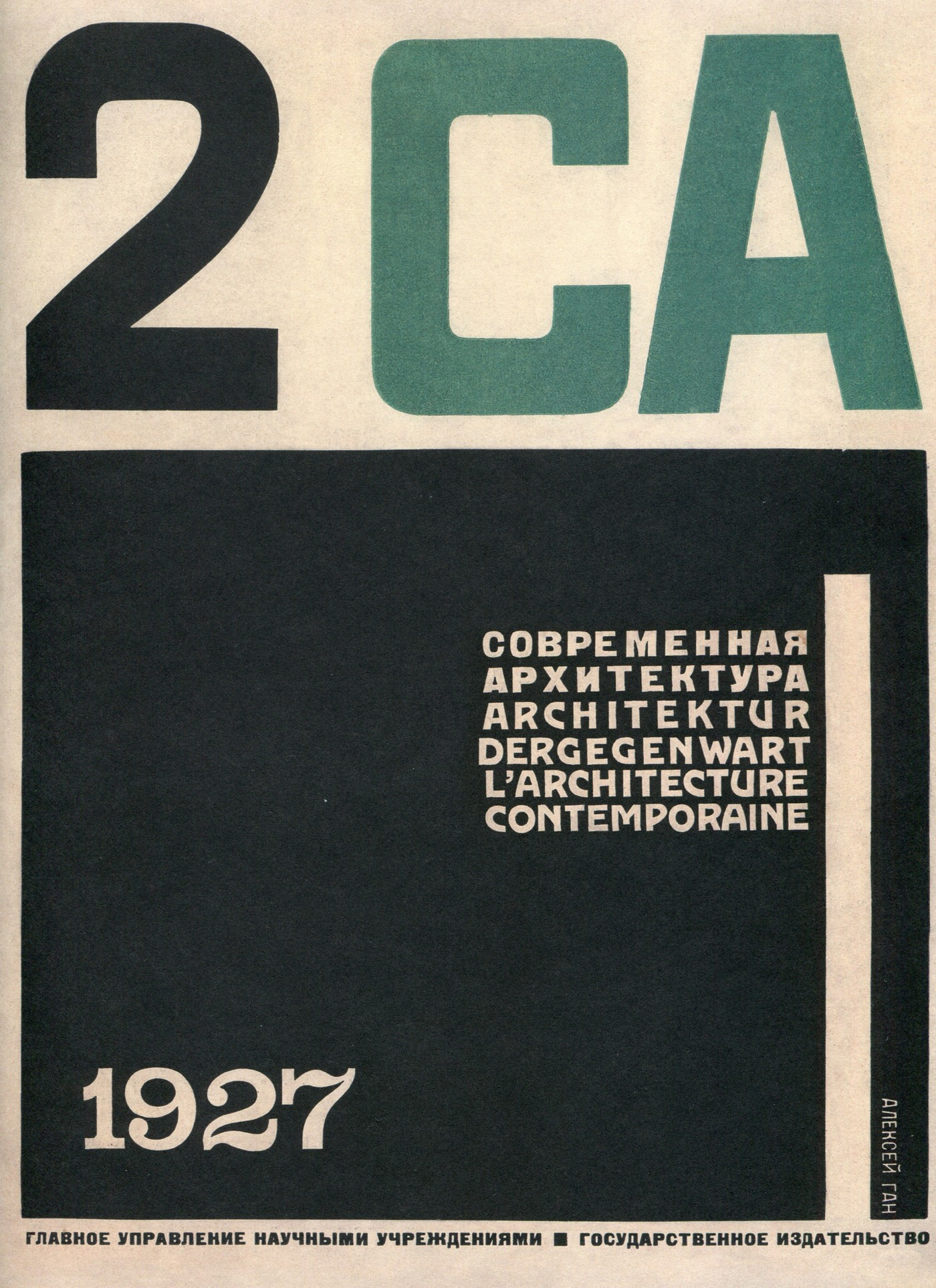
Cover für SA, 1927 Nr. 2
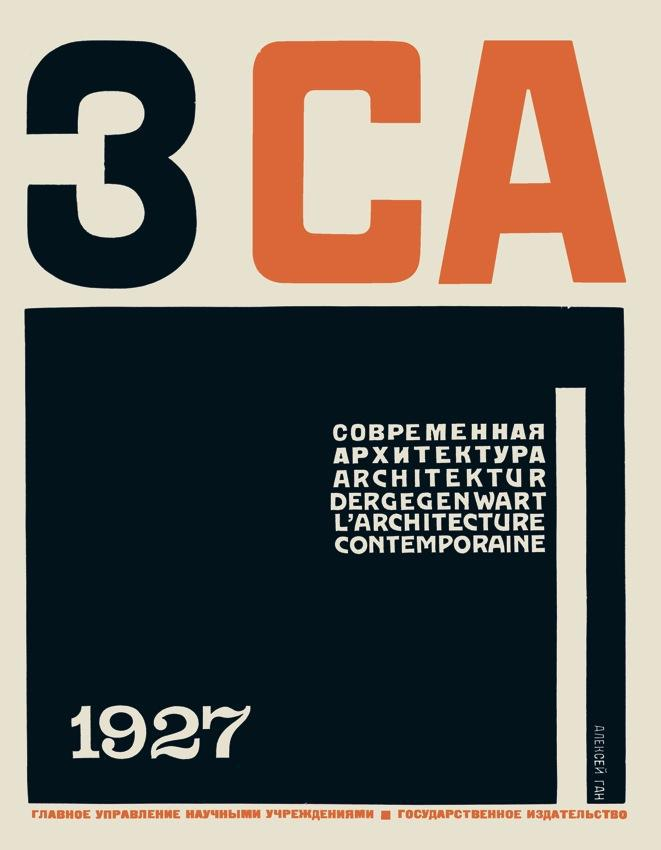
Cover für SA, 1927 Nr. 3
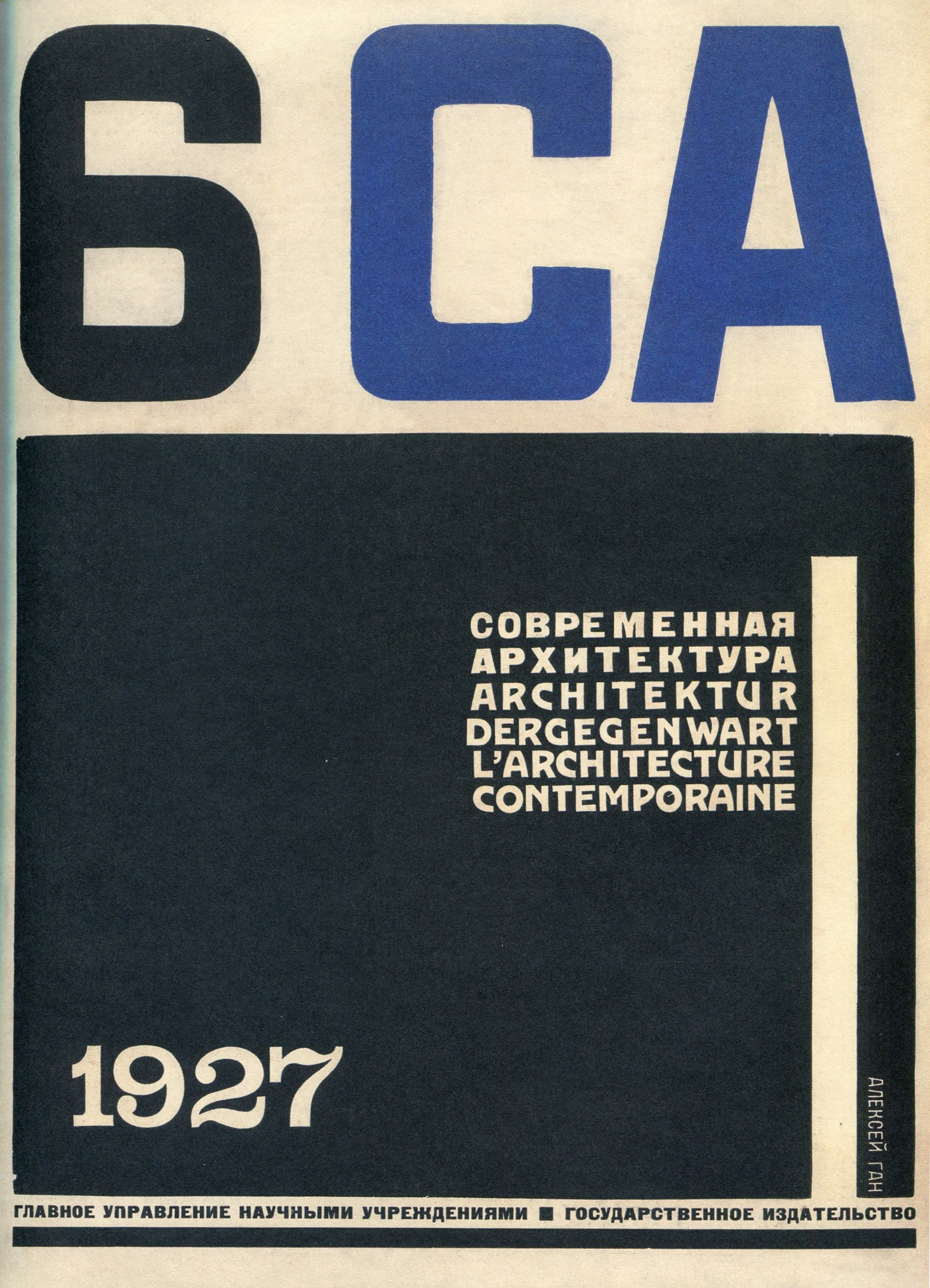
Cover für SA, 1927 Nr. 6
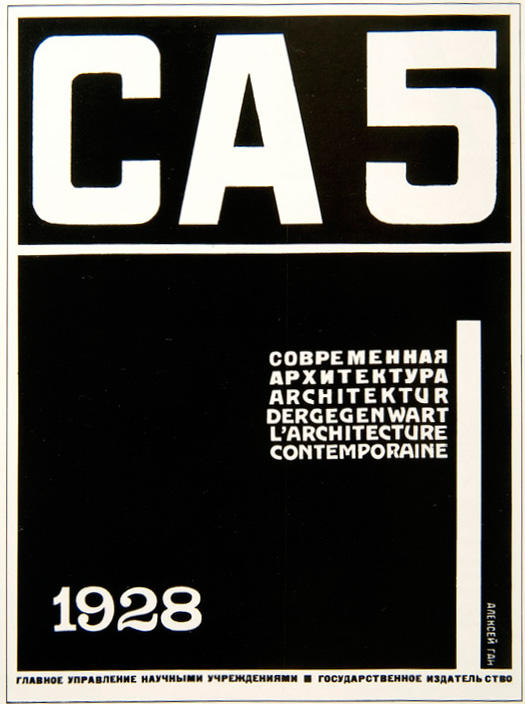
Cover für SA, 1928 Nr. 5

- Titelblatt (zusammen mit Alexander Rodtschenko)[57] und Layout für Alexei Gan: Конструктивизм Konstruktiwism („Konstruktivismus“). Twerskoje isdatelstwo, Twer 1922. Hochdruck, 22 × 17,4 cm.
- Titelblatt und Layout der Zeitschrift Кино-Фот. Журнал кинематографии и фотографии Kino-fot: Schurnal kinematografii i fotografii („Kino-Foto. Zeitschrift für Film und Fotografie“). Nr. 1–6, 1922–23. Hochdruck, 29 × 22,2 cm.
- Titelblatt und Layout der Broschüre Alexei Gan: Да здравствует демонстрация быта! Da sdrawstwuet demonstrazija byta! („Lang lebe die Demonstration des täglichen Lebens!“). Goskino, Moskau 1923. Hochdruck.
- Titelblatt und Layout (zusammen mit Alexander Rodtschenko) der Zeitschrift Техника и жизнь Technika i schisn („Technik und Leben“). Nr. 1–22. N.K.P.S. Transpetschat, Moskau 1925.
- Titelblatt für die Zeitschrift Время Wremja. 1924. Hochdruck.
- Titelblatt und Layout der Zeitschrift Современная архитектура (СА) Sowremennaja architektura (SA). Nr. 1–4, Moskau 1926; Nr. 1–3, 6, Moskau 1927; Nr. 3–6, Moskau 1928. Hochdruck, 30,5 × 23 cm.
- Plakat der Ausstellung Первая выставка современной архитектуры Perwaja wystawka sowremennoj architektury („Erste Ausstellung zeitgenössischer Architektur“), organisiert von der OSA, Moskau 1927. Druck, 107,5 × 72,5 cm.
- Plakat für Выставочная работа Владимира Маяковского Wystavka rabota Wladimira Mayakowskogo (Ausstellung der Werke Wladimir Majakowskis), 1930. Lithographie, 64,77 × 45,72 cm.
- Titelblatt für Moskauer Arbeitervereinigung (Hrsg.): Строительство Москвы Stroitelstwo Moskwy („Das Bauwesen Moskaus“). Nr. 10. Moskau 1930.[51]

## Filmografie
- 1924: Die Insel der jungen Pioniere (Dokumentarfilm, verschollen / einige Standbilder erhalten)[2]
- 1924: Im Kampf um Zeit und Raum (В борьбе са время и пространство; verschollen / Arbeit im Oktober 1924 begonnen, eventuell nicht fertiggestellt)[2]

## Ausstellungen (Auswahl)
- Erste Diskussionsausstellung der Verbände aktiver Revolutionskünstler, Ausstellungsraum der WChUTEMAS, Moskau, 11. Mai bis Juni 1924[23]
- Erste Ausstellung des Filmplakats, Filmkabinett der Staatliche Akademie der Kunstwissenschaften (GAChN), 21. April bis 2. Mai 1925[25][58]
- Erste Grafikausstellung, Moskau, 1926[25]
- Erste Ausstellung moderner Architektur, organisiert von der OSA, Moskau, 1927[26]
- Cubism and Abstract Art, Museum of Modern Art, New York, 2. März bis 19. April 1936[59]
- Art of the Twenties, Museum of Modern Art, New York, 14. November 1979 bis 22. Januar 1980[60]
- The Modern Poster, Museum of Modern Art, New York, 6. Juni bis 6. September 1988[61]
- The Russian Avant-Garde Book 1910–1934, Museum of Modern Art, New York, 28. März bis 21. Mai 2002[62]
- Dauerausstellung, Galerie 511: The Vertical City, Museum of Modern Art, New York, Herbst 2019 bis Herbst 2020[63]
- Engineer, Agitator, Constructor. The Artist Reinvented, Museum of Modern Art, New York, 13. Dezember 2020 bis 10. April 2021[64]